# 玉馬駅
玉馬駅（オンマえき）は大韓民国忠清南道保寧市にかつて存在した韓国鉄道公社藍浦線および玉西三角線の駅である。

## 沿革
- 1964年12月30日 - 藍浦線藍浦 - 玉馬区間完成。
- 1965年6月1日 - 藍浦線営業開始に応じて玉馬駅営業開始。
- 1977年5月16日 - 水素取り扱いを停止。
- 1992年6月16日 - 民需用無煙炭到着取り扱い駅の指定。
- 1992年9月18日 - 駅舎竣工。
- 2000年12月1日 - 無配置無人駅に格下げ。
- 2009年10月31日 - 貨物取扱停止。
- 2009年12月28日 - 路線廃止に伴い廃駅。

## 隣の駅
韓国鉄道公社
藍浦線
藍浦駅 - 玉馬駅
玉西三角線
玉馬駅 - 玉西駅
| スタブアイコン | サブスタブ | この項目は、まだ閲覧者の調べものの参照としては役立たない、鉄道に関連した書きかけの項目です。この項目を加筆・訂正などしてくださる協力者を求めています（P:鉄道/PJ:鉄道）。 |